# Lloyd Owen
Lloyd Owen, född Richard Lloyd Owen 14 april 1966 i London, är en brittisk skådespelare som är särskilt känd för sin roll som Paul Bowman i BBC Skottlands Karl för sin kilt. Han har även varit med i humorprogrammet Coupling där han spelade Janes pojkvän James.
Lloyd Owen växte upp i London med walesiska föräldrar, och studerade senare teater vid Londons Royal Academy of Dramatic Art.